# 步步雷霆
步步雷霆（日语：トロットサンダー），是日本純種競賽馬匹。生涯活躍於一哩賽事，曾於1995年勝出一哩冠軍賽，其後於1996年勝出安田紀念，成爲日本賽馬史上首匹以8歲（現7歲）之齡勝出中央一級賽的日本訓練賽駒。

## 出賽前
1989年5月10日出生於北海道鵡川町（今新鵡川町）Flat牧場，成長途中被馬主石坂久行以1000萬日圓購入，馬主名義則登記為他和商業合作夥伴藤本照男所開設的Arimasa Co. Ltd.旗下，因而該駒的所有權為兩人共同擁有，其後交由浦和競馬場練馬師津金澤正男訓練。

## 競賽生涯

### 4歲（現3歲）
1992年7月1日出戰浦和競馬場4歲馬戰，於其中以優秀的實力壓制對手，以2馬位優勢取得首勝。
其後繼續於出戰其他賽事，分別以9馬位、5馬位、3馬位及4馬位的優勢取得勝利，以極具統治力的方式達成了五連勝。

### 5歲（現4歲）
1993年1月3日出戰一般賽作爲年度首戰，但於本場比賽因漏閘出遲，未能成功挽回劣勢下以頸位差距得第二吞下生涯首敗。
其後出戰另一場級別較高的一般賽，於其中以1 1/2馬位優勢取得勝利後，於風信子特別亦表現出超班的水準，成功以3/4馬位再度獲勝。
贏得風信子特別後，陣營原定考慮安排其前往大井競馬場及川崎競馬場和其他同屬南關東地區的好手決戰，然而其於訓練中被發現步伐異常，最終確認爲管骨節下被迫進入長期休養。
而於其休養期間，由於馬主Arimasa Co. Ltd.拆夥，因而步步雷霆之實則所有權歸於其中一名合夥人藤本照男旗下。而藤本於此時因爲目睹步步雷霆於地方賽事大放異彩的表現，亦萌生了將其轉籍中央的意頭，並積極和隸屬美浦訓練中心的練馬師相川勝敏洽談相關事宜。

### 6歲（現5歲）
1994年5月23日於溪蓀特別復出，完全擺脫傷病的影響下表現出復活的姿態，最終以4馬位優勢大勝。
贏得溪蓀特別後，陣營正式宣佈將其轉籍至中央，並交由相川馬房訓練。
7月17日出戰札幌競馬場條件戰日高特別作爲其轉籍中央後的首戰，亦爲其首次出自草地賽事。比賽開始後，縱然其漏閘加上於比賽途中陷入不利局面，但其仍然可以於直路發揮強大的加速力衝出，最終僅以1/2馬位落敗得第二。
然而賽後其被發現兩邊前腳內側的橈骨均有骨膜炎症狀，於陣營判斷其不適宜繼續出戰下再度進入休養。
12月4日其狀態好轉出戰條件戰美浦特別，於有利位置展開追走下成功於直路衝出，保持速度下而頸位壓贏對手取得首個中央賽事的有型。

### 7歲（現6歲）
1995年1月21日，進入7歲生涯的步步雷霆以初富士錦標作爲年度首戰，比賽初段其於中團位置穩步推進，進入直路後隨即爆發末腳速度衝刺，最終拋離後方對手2馬位取得二連勝。
3月12日出戰中山紀念，爲其首次出戰分級賽，然而其於比賽之中一直停留於馬群中團位置，於直路無法提速下以第七落敗。
其後雖然出戰府中錦標奪得勝利，但再度挑戰分級賽札幌紀念及函館紀念未能跑入板內，均於其中獲得第七。
短暫放草過後於秋季出戰每日王冠，比賽開始後於中團靠後位置展開推進，雖然通過最後彎道時候仍然處於後方，但其於直路上突然爆發末腳奮力衝出不斷超越對手，最終僅敗於一早處於前方的Sugano Oji及Dojima Muteki得第三。
經過每日王冠一戰後，陣營發現了步步雷霆於一哩賽事的實力，因而放棄原定秋季天皇賞的計劃，將目標改爲一哩冠軍賽。
其後因應一哩戰線安排，其降級出戰公開賽愛爾蘭盃，於其中展現出自身優勢的水準，成功以3馬位優勢擊敗對手。
11月19日按照計劃出戰一哩冠軍賽，雖然其目前僅勝出公開賽級別的賽事，但於賽前僅落後人馬錦標冠軍必高快馬、天鵝錦標冠軍菱曙及每日王冠亞軍Dojima Muteki取得第四人氣。比賽開始後，由於其起步較慢，因而選擇無視前方Eishin Washington快放所做出的前1000米57.6秒超快步速，而是以自身的節奏於中團靠後位置穩定推進。進入直路後，其隨即抽出外檔準備加速，並以前方率先衝出的菱曙作爲目標追趕。雖然此時步步雷霆仍然和菱曙相差一段距離，但於對手逐漸失速之下加上自身轟出後600米34.8秒的恐怖末腳，最終不斷縮窄距離，成功於最後50米超越對手取得領先，後續繼續保持衝刺下以1 1/4馬位壓贏同爲後上馬的Meisho Tesoro取得首個一級賽冠軍。

### 8歲（現7歲）
1996年，7歲的步步雷霆仍然現役，以2月4日的東京新聞盃作爲年度首戰，選擇後上戰術下一直於後方位置等待時機，進入直路後展現優秀的反應及恐怖的末腳速度於外檔位置衝出，成功超越對手下再下一城。
其後出戰安田紀念前哨戰京王盃春季盃，本次比賽雖然再度選擇後上戰術，但於直路上未能成功超越由中團位置衝出的心湖及大樹狂風，最終以第三完賽。
6月9日按照計劃出戰安田紀念，雖然其本次比賽順利出閘，但本來擅長差追戰術的其並未積極搶佔位置，意思於平均的步速之中選擇於約莫第十二左右的後方位置追走。進入直路後，前方仍然由以菱處爲首的一衆賽駒佔先，但此時步步雷霆於大外檔位置爆發末腳，瞬間超越先頭部隊下取得領先。直路中段，其雖然一度被大樹狂風反超，但其再度展現不屈的精神重新最上對手，最終兩駒一路纏鬥下以平頭姿態衝線，而於照片判定下，賽會確認步步雷霆以14厘米的細微差距取得冠軍，令其成爲日本賽馬史上匹勝出中央一級賽的8歲日本訓練賽駒。
贏得安田紀念後，其被安排前往放草，秋季以秋季天皇賞作爲最大目標，因而於9月初返回馬房訓練並希望以每日王冠作爲熱身戰。然而於訓練途中被發現兩邊前腳橈骨的問題復發，因而第三度進入休養，但其於休養途中，馬主藤本被發現其於步步雷霆轉籍中央初期，並未立即申請馬主名義的轉換，而是於本年度1月才完成手續。因此，雖然當時藤本聲稱步步雷霆之所有權經已歸於其旗下，但於步步雷霆轉籍中央後的1年半時間內，於官方文件中的馬主仍然登記為最初的Arimasa Co. Ltd.。而藤本此舉動被日本中央競馬會定性為違反日本《競馬法》第13條中：「馬主不得將馬之所有權或名義借於其他人」一項，因而採取行動，以《日本中央競馬會競馬施行規程》第11條第4項取消藤本的馬主資格，而受到此風波波及的步步雷霆，只好於9月26日退役。

### 詳細賽績
| 日期       | 舉辦國家 | 馬場 | 距離   | 級別 | 賽事名稱     | 負重 | 騎師       | 馬號 | 出馬 | 名次 | 時間   | 頭馬（二馬）          |
| ---------- | -------- | ---- | ------ | ---- | ------------ | ---- | ---------- | ---- | ---- | ---- | ------ | --------------------- |
| 1/7/1992   | 日本     | 浦和 | 泥1400 |      | 4歲馬        | 54   | 桃井十四秋 | 8    | 10   | 1    | 1:28.9 | （Wonder Slugger）    |
| 29/8/1992  | 日本     | 浦和 | 泥1400 |      | 4歲馬        | 54   | 本間光雄   | 6    | 9    | 1    | 1:28.8 | （Macaw Ruby）        |
| 17/8/1992  | 日本     | 浦和 | 泥1400 |      | 4歲馬        | 54   | 桃井十四秋 | 6    | 6    | 1    | 1:29.2 | （Musashi Wonder）    |
| 8/9/1992   | 日本     | 浦和 | 泥1400 |      | 若武藏特別   | 54   | 桃井十四秋 | 3    | 6    | 1    | 1:28.2 | （Mitaka Dancer）     |
| 10/10/1992 | 日本     | 浦和 | 泥1400 |      | 一般賽       | 56   | 桃井十四秋 | 2    | 11   | 1    | 1:27.2 | （Sea Gull Record）   |
| 3/1/1993   | 日本     | 浦和 | 泥1400 |      | 一般賽       | 55   | 本間光雄   | 8    | 10   | 2    | 1:29.4 | Cosmo Chu             |
| 21/1/1994  | 日本     | 浦和 | 泥1400 |      | 一般賽       | 55   | 本間光雄   | 8    | 11   | 1    | 1:29.1 | （Heisei Sovereign）  |
| 21/2/1994  | 日本     | 浦和 | 泥1600 |      | 風信子特別   | 55   | 本間光雄   | 7    | 9    | 1    | 1:42.9 | （Ishino Hawaiian）   |
| 23/5/1994  | 日本     | 浦和 | 泥1600 |      | 溪蓀特別     | 56   | 本間光雄   | 9    | 9    | 1    | 1:40.6 | （Hashimo Kurotaka）  |
| 17/7/1994  | 日本     | 札幌 | 草1800 |      | 日高特別     | 57   | 橫山典弘   | 3    | 10   | 2    | 1:48.7 | Takeno Crown          |
| 4/12/1994  | 日本     | 中山 | 草1800 |      | 美浦特別     | 56   | 横山典弘   | 2    | 14   | 1    | 1:47.7 | （Meiner Rockabilly） |
| 21/1/1995  | 日本     | 中山 | 草1600 |      | 初富士錦標   | 55   | 横山典弘   | 1    | 14   | 1    | 1:33.6 | （Quadrifoglio）      |
| 12/3/1995  | 日本     | 中山 | 草1800 | GII  | 中山紀念     | 57   | 横山典弘   | 3    | 12   | 7    | 1:50.8 | 富士山                |
| 20/5/1995  | 日本     | 東京 | 草1600 |      | 府中錦標     | 56   | 横山典弘   | 11   | 18   | 1    | 1:33.8 | （新光王）            |
| 2/7/1995   | 日本     | 札幌 | 草2000 | GIII | 札幌紀念     | 53   | 横山典弘   | 7    | 13   | 7    | 2:01.8 | Super Play            |
| 20/8/1995  | 日本     | 函館 | 草2000 | GIII | 函館紀念     | 56   | 横山典弘   | 8    | 16   | 7    | 2:03.4 | Inter My Way          |
| 8/10/1995  | 日本     | 東京 | 草1800 | GII  | 每日王冠     | 57   | 横山典弘   | 6    | 14   | 3    | 1:48.9 | Sugano Oji            |
| 28/10/1995 | 日本     | 東京 | 草1600 | OP   | 愛爾蘭盃     | 55   | 横山典弘   | 8    | 11   | 1    | 1:33.3 | （Air Chariot）       |
| 19/11/1995 | 日本     | 京都 | 草1600 | GI   | 一哩冠軍賽   | 57   | 横山典弘   | 13   | 18   | 1    | 1:33.7 | （Meisho Tesoro）     |
| 2/4/1996   | 日本     | 東京 | 草1600 | GIII | 東京新聞盃   | 58   | 横山典弘   | 11   | 16   | 1    | 1:34.4 | （Meisho Yushi）      |
| 11/5/1996  | 日本     | 東京 | 草1400 | GII  | 京王盃春季盃 | 59   | 横山典弘   | 8    | 15   | 3    | 1:21.2 | 心湖                  |
| 9/6/1996   | 日本     | 東京 | 草1600 | GI   | 安田紀念     | 58   | 横山典弘   | 12   | 17   | 1    | 1:33.1 | （大樹狂風）          |

## 退役後
退役後，步步雷霆成爲了配種馬，於北海道浦河町日高Stallion Station休養，在1997年進行配種，首批子嗣於1998年出生。首批子嗣可於2000年出賽。
2004年8月1日其由配種馬退役，然而其後行蹤不明，僅於11月時被相關人士於日本中央競馬會的文件中記載爲已死亡，享年15歲。

## 血統簡介
父系Dyna Cosmos爲日本賽駒，生涯戰績優秀，曾勝出1986年皋月賞。祖父Huntercombe爲英國賽駒，生涯戰績不俗，曾勝出中央公園錦標及七月盃等賽事。
母系La Seine Wonder爲日本馬匹，生涯無出賽紀錄。外祖父Tesco Boy爲英國賽駒，生涯戰績優秀，曾於1966年勝出女皇安妮錦標。

### 血統表
| 父線：Dante系（Nearco系）                 |                              |               |               |
| 種馬 Dyna Cosmos 1983年（棗色）           | Huntercombe 1967年（深棗色） | Derring-Go    | Darius        |
| 種馬 Dyna Cosmos 1983年（棗色）           | Huntercombe 1967年（深棗色） | Derring-Go    | Sipsey Bridge |
| 種馬 Dyna Cosmos 1983年（棗色）           | Huntercombe 1967年（深棗色） | Ergina        | Fair Trial    |
| 種馬 Dyna Cosmos 1983年（棗色）           | Huntercombe 1967年（深棗色） | Ergina        | Ballechin     |
| 種馬 Dyna Cosmos 1983年（棗色）           | Shadai Worden 1977年（栗色） | 北方風味      | 北地舞人      |
| 種馬 Dyna Cosmos 1983年（棗色）           | Shadai Worden 1977年（栗色） | 北方風味      | Lady Victoria |
| 種馬 Dyna Cosmos 1983年（棗色）           | Shadai Worden 1977年（栗色） | Shadai Prima  | Marino        |
| 種馬 Dyna Cosmos 1983年（棗色）           | Shadai Worden 1977年（栗色） | Shadai Prima  | Night and Day |
| 繁殖雌馬 La Saine Wonder 1969年（深栗色） | Tesco Boy Tesco Boy（棕色）  | Princely Gift | Nasrullah     |
| 繁殖雌馬 La Saine Wonder 1969年（深栗色） | Tesco Boy Tesco Boy（棕色）  | Princely Gift | Blue Gem      |
| 繁殖雌馬 La Saine Wonder 1969年（深栗色） | Tesco Boy Tesco Boy（棕色）  | Suncourt      | Hyperion      |
| 繁殖雌馬 La Saine Wonder 1969年（深栗色） | Tesco Boy Tesco Boy（棕色）  | Suncourt      | Inquisition   |
| 繁殖雌馬 La Saine Wonder 1969年（深栗色） | La Seine 1956年（栗色）      | Limbo         | War Admiral   |
| 繁殖雌馬 La Saine Wonder 1969年（深栗色） | La Seine 1956年（栗色）      | Limbo         | Boojie        |
| 繁殖雌馬 La Saine Wonder 1969年（深栗色） | La Seine 1956年（栗色）      | Rush Ford     | Athford       |
| 繁殖雌馬 La Saine Wonder 1969年（深栗色） | La Seine 1956年（栗色）      | Rush Ford     | Rush Mor      |
| 雌系：號族：1-b                           |                              |               |               |
| 五代內近親交配：無                        |                              |               |               |

## 命名由來
名字中，Trot（トロット）於英語中有馬蹄聲的意思，香港取意譯，翻譯为「步步」，Thunder（サンダ）即是「雷霆」。

## 外部連結
- 步步雷霆 netkeiba.com （页面存档备份，存于）
- 血統表 （页面存档备份，存于）